# Anilios nigrescens
Anilios nigrescens — вид змій родини сліпунів (Typhlopidae). Ендемік Австралії.

## Поширення і екологія
Anilios nigrescens мешкають на півдні Квінсленду, в Новому Південному Уельсі та Вікторії. Вони живуть в лісах, рідколіссях та серед скель, під каміннями та в гнилій деревині. Живляться мурахами. Розмножуються навесні.